# Fijne kervel
Fijne kervel (Anthriscus caucalis) is een eenjarige plant die behoort tot de schermbloemenfamilie (Umbelliferae of Apiaceae). De plant komt van nature voor in Europa, Klein-Azië en Noordwest-Afrika. Fijne kervel lijkt veel op echte kervel (Anthriscus cerefolium), maar heeft een kale stengel, kale schermstralen en haren op de eironde vrucht.  De soort staat op de Nederlandse Rode lijst van planten als vrij zeldzaam en stabiel of toegenomen. Het aantal chromosomen is 2n = 14.
De plant wordt 15–80 cm hoog, vormt een penwortel en heeft een geribde, kale, vaak aan de voet paars aangelopen stengel. Ook de schermstralen zijn kaal of hebben zeer weinig haren. De bladeren zijn twee- tot drievoudig geveerd. De aan de rand gewimperde blaadjes zijn getand of diep ingesneden en aan de onderkant behaard.
Fijne kervel bloeit in mei en juni met witte, 2 mm grote bloemen. De bloeiwijze is een scherm met drie tot zeven stralen. Onder de vrucht zit op de bloemsteel een krans van gekromde haren.
De 3–5 mm lange, eironde vrucht is een tweedelige, 3,5 mm lange en 1,5 mm brede splitvrucht met eenzadige deelvruchtjes en heeft korte, gebogen stekelharen, die echter niet op de korte snavel zitten.

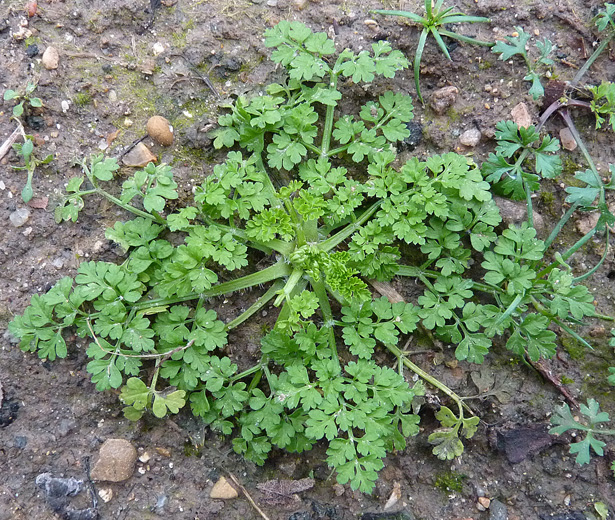
Plant
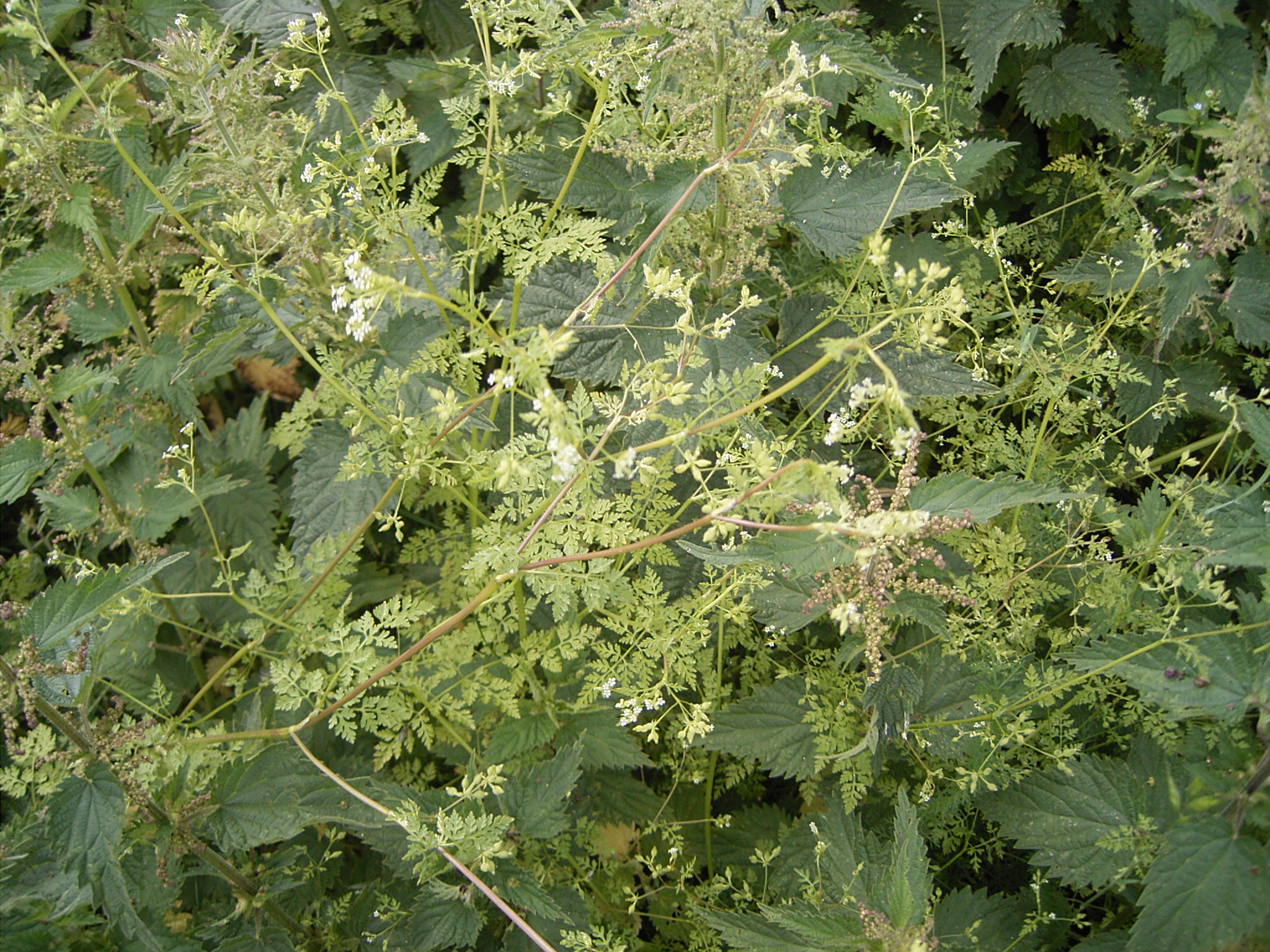
Plant
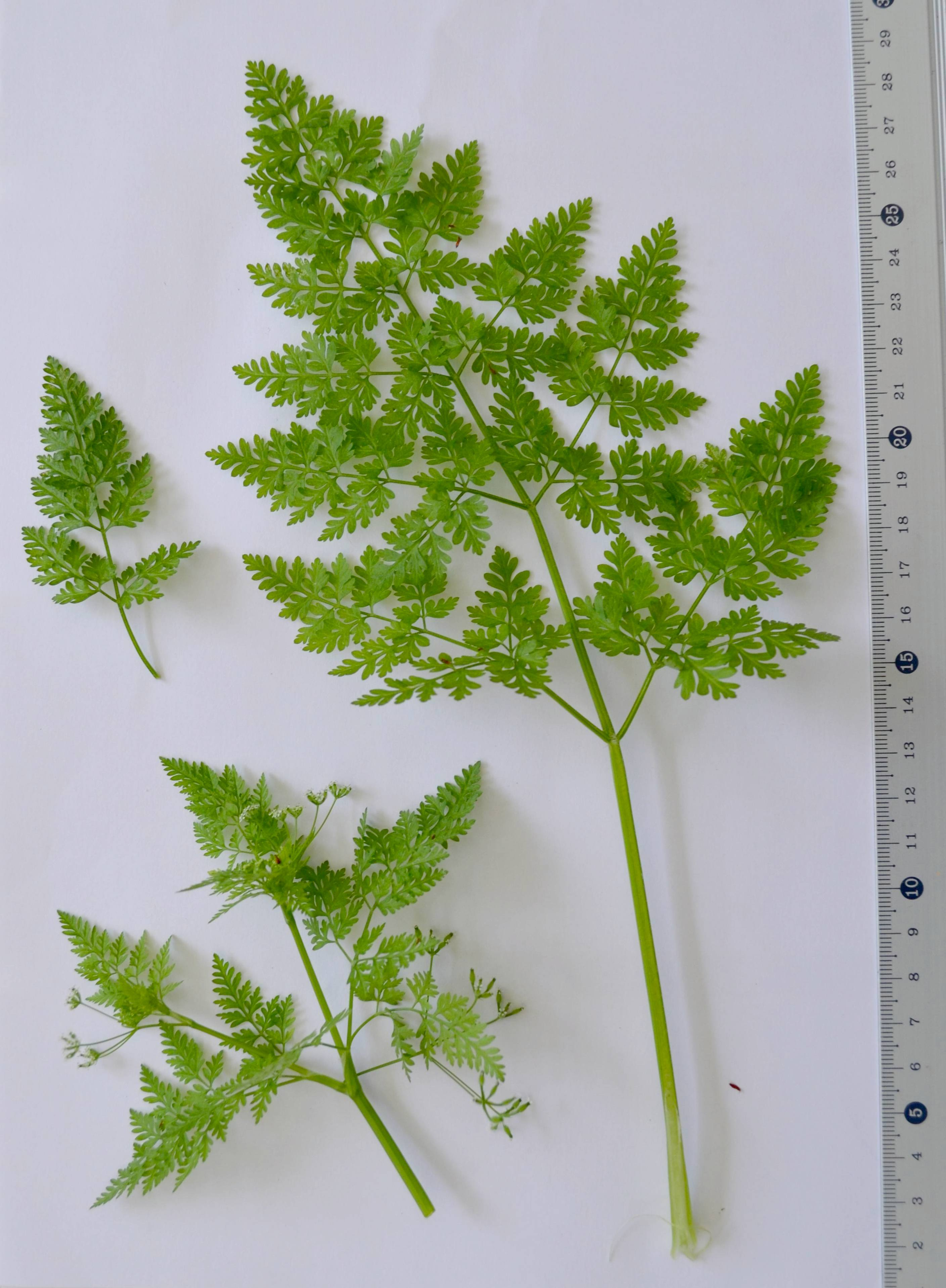
Blad
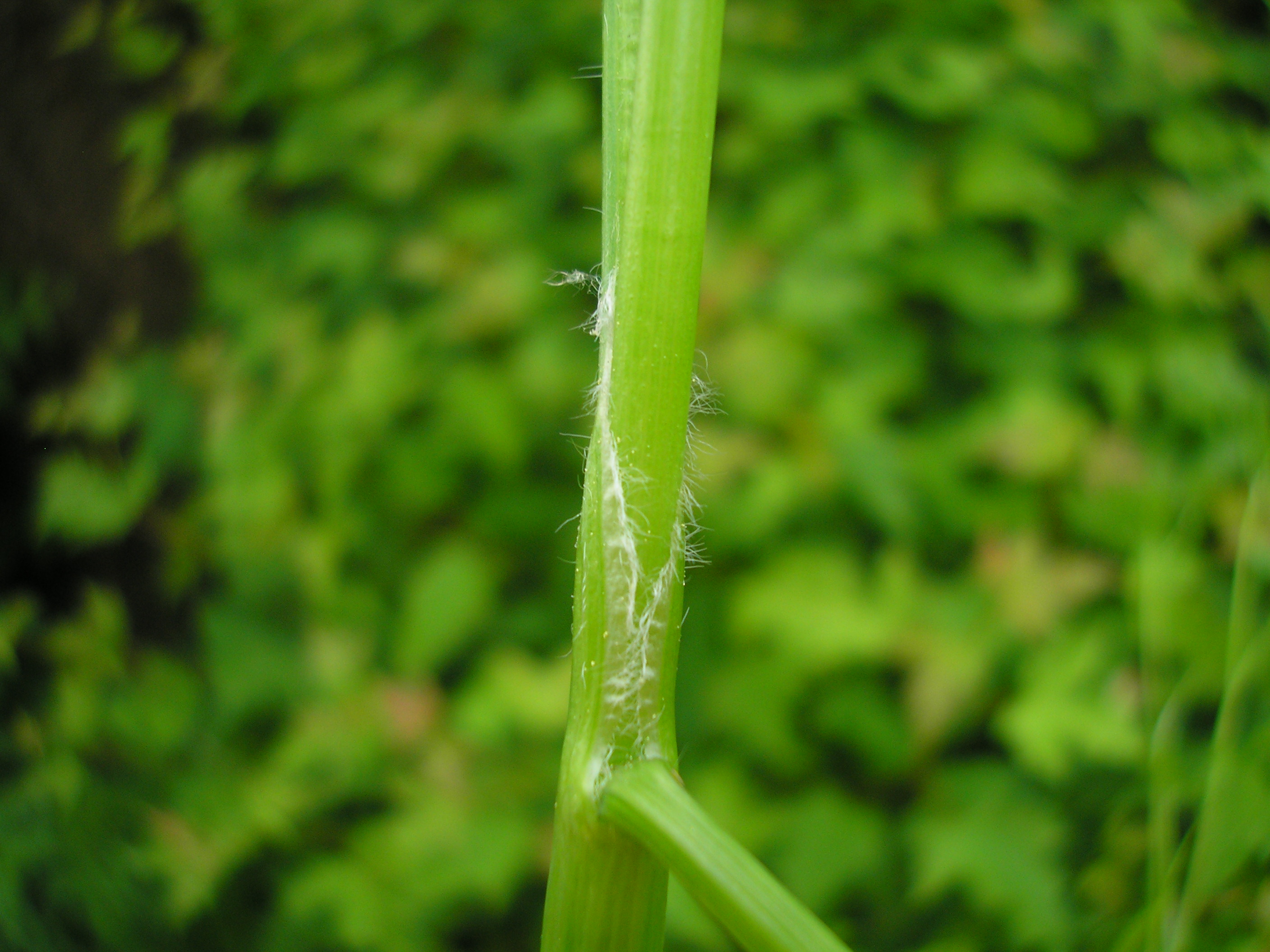
Bladschede
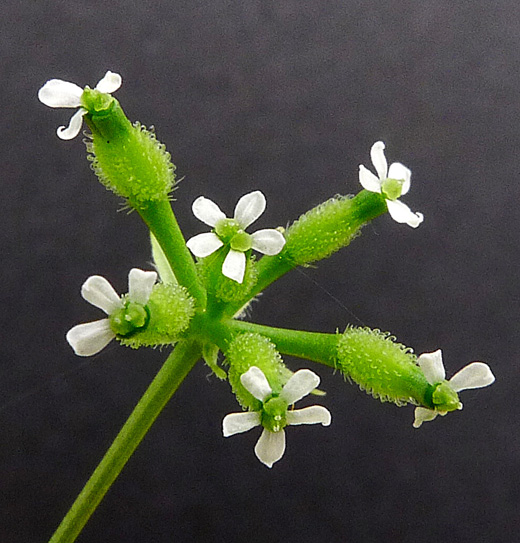
Bloemen
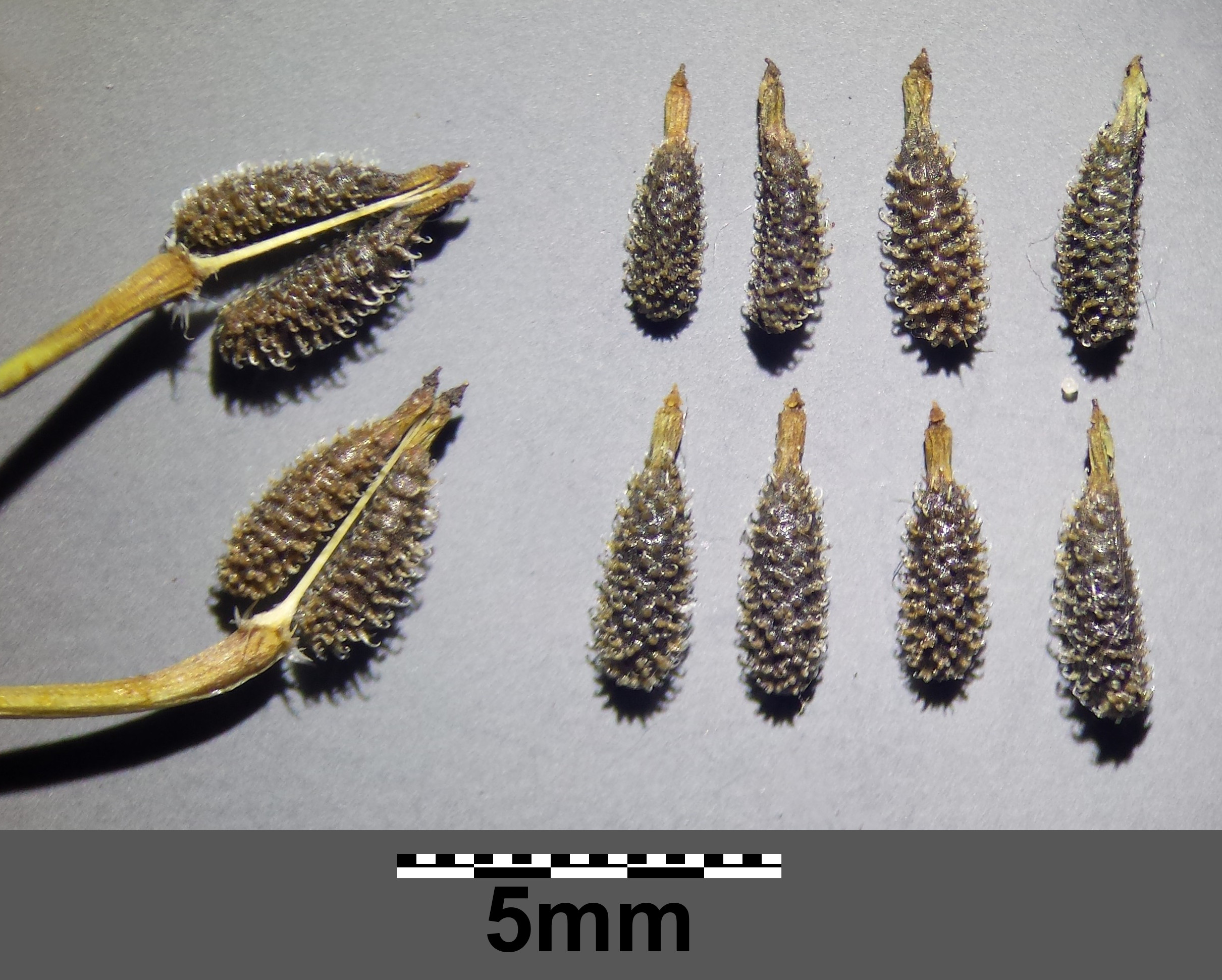
Vruchten
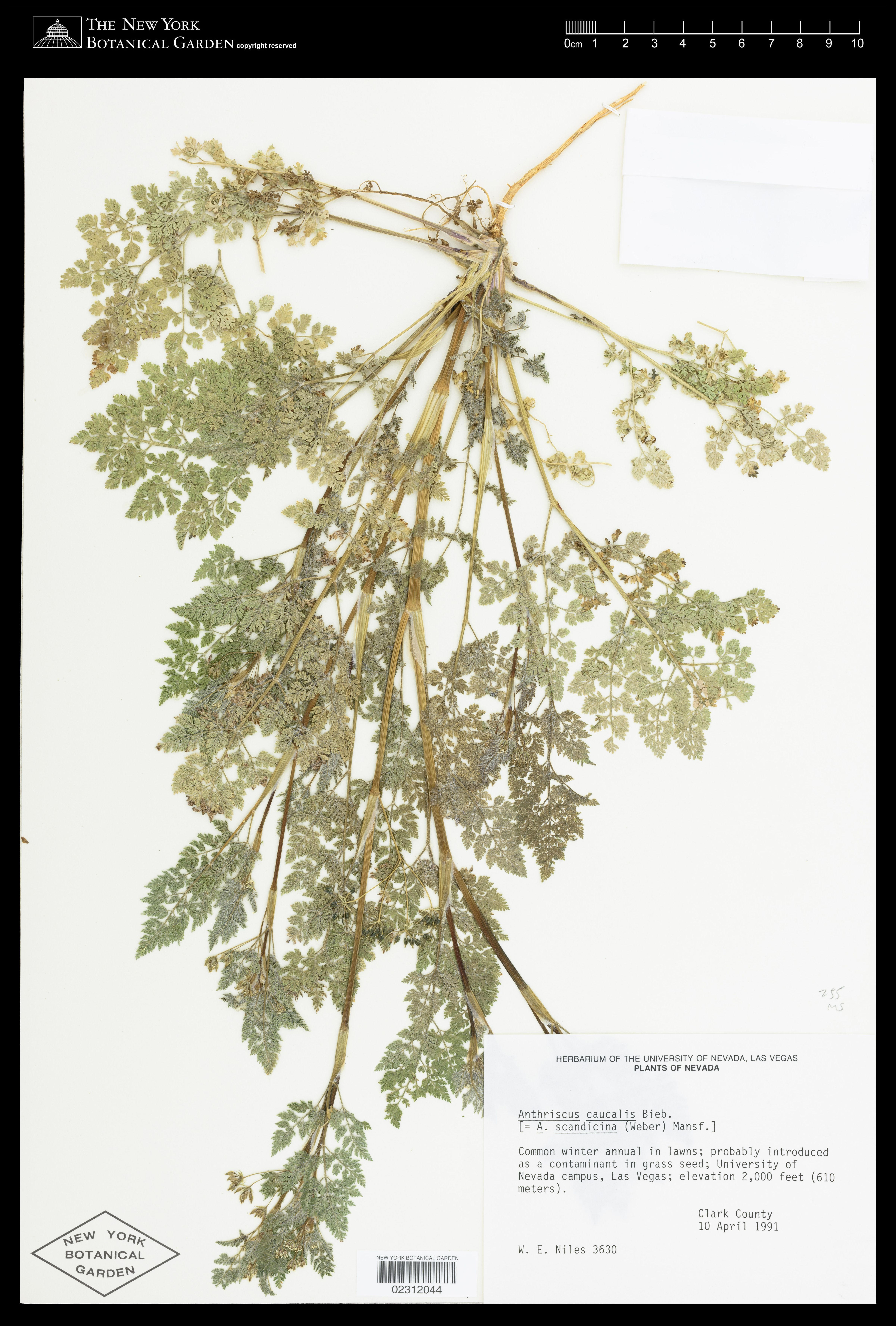
Herbariumexemplaar met vruchten

De plant komt vooral voor in duinen en verder in grasland of struikgewas op droge, kalkrijke grond.